# Oktiabrsk
Oktiabrsk (ros. Октябрьск) – miasto w Rosji, w obwodzie samarskim, 154 km od Samary. W 2009 liczyło 27 746 mieszkańców.